# Jacobus Dirk Barth
Jacobus Dirk Barth  (Heerjansdam, 11 december 1871 - Rotterdam, 28 oktober 1942) was een Nederlands predikant van de Gereformeerde Gemeenten die politiek betrokken was bij de Staatkundig Gereformeerde Partij (SGP). Hij stond bekend als een goed redenaar, schreef artikelen in het SGP-orgaan De Banier en na zijn overkomst naar de Gereformeerde Gemeenten in het kerkelijk weekblad De Saambinder. Naast enkele prekenbundels zijn veel van zijn artikelen later uitgegeven in boekvorm. 

## Biografie
Jacobus Dirk Barth was een zoon van Johannes Frederik Barth en Reina Christina Visser. Na zijn huwelijk met Adriana Smouter dat kinderloos bleef, ging hij in Utrecht wonen. Nadat hij daar in contact gekomen was met de predikant H.M. van der Vegt (1831-1915) sloot Barth zich aan bij de plaatselijke Christelijke Gereformeerde Kerk. Vanaf 15 september 1899 volgde hij de theologische opleiding van dit kerkverband in Rijswijk. In 1910 volgde zijn bevestiging door Prof. P.J.M. de Bruin tot predikant van Sliedrecht. In 1915 werd hij predikant in Harderwijk. In 1920 nam hij een beroep aan naar Werkendam en in 1924 naar Alphen aan den Rijn. 
Op 28 februari 1928 brak ds. Barth de band met de Christelijke Gereformeerde Kerken met de motivatie "dat de richting waarheen dit kerkverband zich beweegt, hoe langer hoe minder strookt met mijn beginsel." Aan de classis Amsterdam van het kerkverband van de Gereformeerde Gemeenten deed hij het verzoek om te worden opgenomen in dit kerkverband. Nadat dit verzoek was ingewilligd nam hij een beroep naar Vlaardingen aan. In 1930 vertrok hij naar Borssele en in 1935 naar Dordrecht. 
Op 28 oktober 1942 overleed ds. Barth onverwachts op het station Rotterdam-Feijenoord terwijl hij onderweg was naar een spreekbeurt in Leiden. Hij werd begraven in Dordrecht. 

### Politiek
Tijdens zijn verblijf als predikant in Harderwijk kreeg Barth belangstelling voor de politiek en verleende zijn steun aan de oprichting van de Staatkundig Gereformeerde Partij. Met dit doel hield Barth door het hele land spreekbeurten, samen met ds. P. Zandt en ds. G.H. Kersten. Door de antirevolutionaire, socialistische of liberale pers werd het drietal aangeduid als BZK: "Beste Zware Krultabak." In 1926 verscheen een artikelenserie van Barth in boekvorm: Het Calvinistisch beginsel in deszelfs wording door Calvijn. Hierin gaf hij een korte schets van het leven van Johannes Calvijn en probeerde diens ideeën in verband te brengen met de moderne tijd. De herpakkende invloed van de Rooms Katholieke Kerk sinds de 19de eeuw zag Barth als een ongewenste trend. Ontwikkelingen op het gebied van kiesrecht en arbeidsrecht bracht Barth in verband met de revolutionaire ideologie.  
Na zijn overkomst in 1928 tot de Gereformeerde Gemeenten werd Barth al snel aangesteld als vaste medewerker van het kerkelijk weekblad De Saambinder. In dit blad publiceerde hij over kerkhistorische onderwerpen. Zo schreef hij in de periode 1933 - 1934 een artikelenserie over het leven van Petrus Datheen, in 1935 over Guillaume Farel en in 1936 startte hij over de kerkgeschiedenis van Schotland.  
Barth verleende ook zijn medewerking aan diverse scheurkalenders en dagboeken, later uitgegeven onder de titel Dagelijks manna.

#### Over J.D. Barth geschreven
- Mastenbroek, J. Leven en werk van ds. J.D. Barth, levensschets en vier preken (Houten, 2002)  ISBN 90 331 1428 3